# صدف پیرابند سیتکا
صدف پیرابند سیتکا (نام علمی: Littorina sitkana) نام یک گونه از بلندشکم‌پایان است.